# 조제 마누엘 두랑 바호주
조제 마누엘 두랑 바호주(포르투갈어: José Manuel Durão Barroso, 문화어: 호쎄 마누엘 두라오 바로쏘, 1956년 3월 26일 ~ )은 포르투갈의 정치인이다. 2002년 4월 6일부터 2004년 7월 17일까지 총리를 지냈으며, 2004년 11월 22일부터 2014년 11월 1일까지 유럽 연합 집행위원회의 위원장을 역임했다. 포르투갈 국내에서는 주로 두랑 바호주, 유럽 연합 집행위원회 위원장으로써는 조제 마누엘 바호주라는 이름으로 널리 알려져 있다.
리스본 출신이며, 리스본 대학교에서 법학을 전공 후 스위스의 제네바 대학교에서 경제학과 사회학을 전공했다. 미국 조지타운 대학교에서 국제 정치학 박사학위를 받은 후 리스본의 대학교에서 강의를 하였다. 한편 1974년 민주화 이후 한때 공산주의 계열 정당인 포르투갈 노동자공산당에 참여했으나, 그 후 사회민주당에 입당하게 된다.
1985년 아니발 카바쿠 실바 행정부에서 일했으며, 1992년부터 1995년까지 외무장관을 지냈다. 1999년 사회민주당 총재가 되었고, 2002년 총선에서 승리, 총리 자리에 올랐다. 2004년 유럽 연합(EU)의 유럽 연합 집행위원회 위원장 후보로 우파 계열 정당의 연합인 유럽인민당 후보로 지명되어 유럽연합을 대표했다.
| 전임 안토니우 구테흐스 | 포르투갈의 총리 2002년 4월 6일 ~ 2004년 7월 17일 | 후임 페드루 산타나 로페스 |

| 전임 로마노 프로디 | 제11대 유럽 연합 집행위원회 위원장 2004년 11월 22일 ~ 2014년 11월 1일 | 후임 장클로드 융커 |

## 같이 보기
- 유럽 연합 집행위원장
- 유럽 연합법